# Италија на Европском првенству у атлетици у дворани 1971.
Италија је  учествовала на 2. Европском првенству у атлетици у дворани 1971. одржаном у Софији, 13. и 14. марта. Репрезентацију Италије у њеном другом учешћу на европским првенствима у дворани представљао је 9 спортиста (7 мушкраца и 2 жене) који су се такмичили у 6 дисциплина: 4 мушких и 2 женске.
Са освојение 2 бронзане медаље Италија је у укупном пласману заузела 12. место од 13 земаља које су на овом првенству освајале медаље, односно 23 земље учеснице.
У табели успешности према броју и пласману такмичара који су учествовали у финалним такмичењима (првих 8 такмичара) Италија је са пет учесника у финалу и 19 бодова делила 9 место са Шведском од 21 земље које су имале представнике у финалу.Једино Данска и Турска нису имала ниједног представника.
| Плас. | Земља   | 1. место | 2. место | 3. место | 4. место | 5. место | 6. место | 7. место | 8. место | Бр. финал. Бод. |
| ----- | ------- | -------- | -------- | -------- | -------- | -------- | -------- | -------- | -------- | --------------- |
| 9.    | Италија | −        | −        | 2 − 12   | −        | −        | 1 − 3    | 2 − 4    | −        | 5 − 19          |

## Учесници
| Бр. | Дисциплина   | Мушкарци                        | Жене              | Укупно |
| --- | ------------ | ------------------------------- | ----------------- | ------ |
| 1.  | 60 м         |                                 | Цецилија Молинари | 1      |
| 2.  | 1.500 м      | Ђани дел Буоно                  | Анђела Ромело     | 2      |
| 3.  | 3.000 м      | Гаетано Пустерла Ђузепе Чиндоло |                   | 2      |
| 4.  | 60 м препоне | Серђо Лијани Луиђи Донофрио     |                   | 2      |
| 5.  | Скок увис    | Ерминио Ацаро Ђан Марко Шиво    |                   | 2      |
|     | Укупно (5)   | 7                               | 2                 | 9      |

## Освајачи медаља
- Бронза

1. Ђани дел Буоно — 1.500 м

2. Серђо Лијани — 60 м препоне

## Резултати

### Мушкарци
| Атлетичар        | Дисциплина   | Лични рекорд | Квалификације | Квалификације | Полуфинале | Полуфинале | Финале               | Финале   | Детаљи |
| Атлетичар        | Дисциплина   | Лични рекорд | Резултат      | Место         | Резултат   | Место      | Резултат             | Место    | Детаљи |
| ---------------- | ------------ | ------------ | ------------- | ------------- | ---------- | ---------- | -------------------- | -------- | ------ |
| Ђани дел Буоно   | 1.500 м      |              | 3:49,1        | 1. у гр. 1    |            |            | 3:42,1               |          |        |
| Гаетано Пустерла | 3.000 метара |              | 8:20,4        | 7. у гр, 1    |            |            | Није се квалификовао | 11. / 15 |        |
| Ђузепе Чиндоло   | 3.000 метара |              | 8:19,5 КВ     | 1. у гр. 2    | 8:22,6     | 7. / 15    |                      |          |        |
| Серђо Лијани     | 60 м препоне |              | 8,0           | 3. у гр. 4 КВ | 8,1        | 3. у пф. 1 | 7,9                  |          |        |
| Луиђи Донофрио   | 60 м препоне |              | 8,1           | 3. у гр. 1 КВ | 8,0        | 4. у пф.   | Није се квалификовао | 9. / 19  |        |
| Ерминио Ацаро    | Скок увис    |              |               |               |            |            | 2,11                 | 10. / 20 |        |
| Ђан Марко Шиво   | Скок увис    |              | 2,08          | 14. / 20      |            |            |                      |          |        |

### Жене
| Атлетичарка       | Дисциплина | Лични рекорд | Квалификације | Квалификације | Полуфинале            | Полуфинале            | Финале                | Финале   | Детаљи |
| Атлетичарка       | Дисциплина | Лични рекорд | Резултат      | Место         | Резултат              | Место                 | Резултат              | Место    | Детаљи |
| ----------------- | ---------- | ------------ | ------------- | ------------- | --------------------- | --------------------- | --------------------- | -------- | ------ |
| Чечилија Молинари | 60 м       |              | 7,6           | 4. у гр 2     | Није се квалификовала | Није се квалификовала | Није се квалификовала | 13. / 24 |        |
| Анђела Ромело     | 1.500 м    |              |               |               |                       |                       | 4:27,3                | 7. / 7   |        |

## Биланс медаља Италије после 2. Европског првенства у дворани 1970—1971.
|     | ЕП     |   |   |   |   | УП |
| 1.  | 1970.  | 0 | 0 | 0 | 0 |    |
| 2.  | 1971.  | 0 | 0 | 2 | 2 | 12 |
| 1-2 | Укупно | 0 | 0 | 2 | 2 | 12 |

|                                        | ЕП                                     |                                        |                                        |                                        |                                        |                                        |
| Није било вишеструких освајача медаља. | Није било вишеструких освајача медаља. | Није било вишеструких освајача медаља. | Није било вишеструких освајача медаља. | Није било вишеструких освајача медаља. | Није било вишеструких освајача медаља. | Није било вишеструких освајача медаља. |
| -------------------------------------- | -------------------------------------- | -------------------------------------- | -------------------------------------- | -------------------------------------- | -------------------------------------- | -------------------------------------- |

## Италијански освајачи медаља после 2. Европског првенства 1970—1971.
|    | Атлетичар/ка   | м | ж | ЕП       | Дисциплина   |   |   |   |   |
| -- | -------------- | - | - | -------- | ------------ | - | - | - | - |
| 1. | Ђани дел Буоно | м |   | 1971.    | 1.500 м      |   |   |   |   |
| 2. | Серђо Лијани   | м |   | 1971.    | 60 м препоне |   |   |   | 2 |
|    | Укупно         | 2 | 0 | 1970—71. |              | 0 | 0 | 2 | 2 |